# Pontius Paulinus
 (mai 2016).
Pontius Paulinus (Burdigala - ?) était un homme politique de l'Empire romain.

## Vie
Fils de Pontius Paulinus et frère de Pontia Privata, femme d'Antonius Marcellinus, vir consularis, fils d'Antonius Marcellinus.
Il était Préfet du prétoire des Gaules dans une date inconnue.
Il fut le père de Pontius, marié avec Anicia, fille de Quintus Clodius Hermogenianus Olybrius et de son épouse Turrania Anicia Julia. Ils furent les parents d'Adelphius et de Hermogenianus, l'un desquels le grand-père paternel de Saint Rurice de Limoges et de Leontius, vir consularis en Gaule, probablement en Lemovicas (Limoges), Gaule aquitaine.